# Aerides emericii
Aerides emericii là một loài lan biểu sinh. Chúng là loài đặc hữu quần đảo Andaman và Nicobar thuộc vịnh Bengal (về mặt chính trị là một phần của Ấn Độ mặc dù gần với Myanmar, Thái Lan và Sumatra hơn).